# Сейд-Найя
Сейд-Найя — небольшой город в Сирии (мухафаза Дамаск), находящийся в 27 километрах к северу от Дамаска.
Сейд-Найя (как и Маалюля) является вторым по значимости после Иерусалима центром христианского паломничества.

## История и достопримечательности
Сейд-Найя известна с давних времен и была заселена по крайней мере с VI в. до н. э., ещё когда она была известна под своим арамейским именем Данаба.
По преданию, византийскому императору Юстиниану I в 546 году во время его похода против персов (по другой версии, при паломничестве в Иерусалим) тут явилась Дева Мария и дала указание построить на этом месте монастырь. Первой настоятельницей этого монастыря была родная сестра императора Юстиниана I. В монастыре хранится икона, написанная, по преданию, евангелистом Лукой при жизни Богородицы.
Самая высокая гора Сейд-Найи — Каламон, 1910 м над уровнем моря. На её вершине располагается Монастырь Херувимов, построенный в III веке н. э. Оттуда простирается вид на пригороды Дамаска и ливанские горы. Между Сейд-Найей и монастырем Херувимов расположен монастырь Мар Тома (св. Фомы).